# Fusillade de Collierville
La fusillade de Collierville est une fusillade de masse survenue le 23 septembre 2021 dans une épicerie Kroger à Collierville, dans le Tennessee, (États-Unis). Une personne a été tuée et 14 autres ont été blessées avant que le tireur ne se suicide.

## Fusillade
Les autorités ont commencé à recevoir des appels au 9-1-1 vers 13 h 30, signalant une situation de tireur actif au magasin de la chaîne d'alimentation Kroger. Au moment de la fusillade, 44 employés et plusieurs clients se trouvaient à l'intérieur du bâtiment. Le tireur est identifié comme étant Uk Thang, âgé de 29 ans, employé à l'épicerie,. Il avait eu une altercation avec un autre employé ce matin-là à 7 heures et ce dernier lui avait demandé de quitter les lieux. Thang est retourné chez lui et a téléphoné à son frère vers une heure et demie devant le magasin pour lui dire qu'il ne le reverrait plus.
Une caissière a déclaré aux journalistes que le tireur était entré pendant qu'elle travaillait et qu'il avait commencé à ouvrir le feu presque immédiatement. Il a tiré sur un collègue et un client devant l'employé. Un employé a expliqué que le tireur l'avait trouvée, elle et ses collègues, alors qu'ils se cachaient et leur a tiré dessus, en tuant au moins deux. Une autre employée a pensé que quelqu'un faisait éclater des ballons dans la section florale du magasin avant de lever les yeux et de voir d'autres employés et clients courir vers elle depuis l'avant du magasin.
Les premiers policiers sont arrivés sur les lieux à 13 h 34, et ils ont commencé à vider le magasin en fouillant allée par allée. Les agents ont découvert des personnes se cachant dans des congélateurs et des bureaux verrouillés, car beaucoup s'étaient dirigés vers l'arrière du magasin pour s'éloigner du tireur. Thang a ensuite été retrouvé mort à l'arrière du magasin d'une blessure par balle apparemment auto-infligée,,.

## Victimes
Une femme a été tuée et quatorze personnes ont été blessées dans la fusillade.
Regional One Health a reçu neuf patients, dont quatre dans un état critique. Le Bonheur Children's Hospital (en) a reçu deux patients, l'un a subi une intervention chirurgicale, tandis que l'autre était dans un état stable. L'hôpital Saint François de Memphis a reçu le douzième blessé. Au moins une personne a été transportée à l'hôpital en raison d'une crise d'angoisse.

## Tueur
La police identifie le tireur comme étant Uk Thang, âgé de 29 ans, qui demeurait à Collierville depuis l'été 2020 et travaillait au rayon des sushis du magasin,. On lui avait demandé de quitter la magasin le matin même à cause d'une altercation avec un autre employé. D'après des amis de la famille et des relations, Thang était le fils d'immigrés venus de Birmanie s'installer dans l'Utah, puis à Nashville,. Ses voisins affirment ne pas connaître Thang, qu'ils voyaient juste entrer et sortir de son appartement. D'après la police, il n'avait pas de cible spécifique lorsqu'il s'est mis à tirer. Il avait commis de petits délits, mais n'avait pas commis de délits importants ou violents. Un collègue de Thang le décrit comme plutôt calme et n'ayant de rapports qu'avec ses collègues du rayon sushis; mais il avait pu se disputer parfois avec d'autres employés,. Thang avait acheté tout à fait légalement dix-huit mois auparavant l'arme qu'il a utilisée pendant la fusillade.

## Enquête
Plusieurs organismes chargés de l'application des lois, dont le bureau du shérif du comté de Shelby, le service de police de Memphis (en) et des membres du FBI et de l'ATF ont répondu au magasin. Le véhicule du tireur a été fouillé dans le parking et un robot explosif a été utilisé pour retirer une boîte de l'intérieur de la voiture. Son appartement et son ordinateur personnel ont été également fouillés.

## Conséquences
Le lycée de Collierville (en) et d'autres écoles locales ont été coonfinés par mesure de précaution en raison de la fusillade, mais celle-ci a été levée plus tard dans la journée. Les élèves du lycée ont été invités à porter la couleur marron le 24 septembre en signe de solidarité envers l'école et la ville,. Les fonctionnaires de la ville de Collierville ont reçu un soutien de Boulder, dans le Colorado, où une fusillade de masse dans un magasin King Soopers s'était produite en mars.
Kroger a offert des services de conseil à ses employés presque immédiatement après la fusillade et a fermé le magasin au moins jusqu'à la fin de l'enquête policière. Après des travaux de sécurité, le magasin rouvre le 10 novembre suivant.
.

## Réponse
L'un des fils de la femme décédée a écrit sur la fusillade sur Facebook en déclarant: « Ce type de crime doit cesser d'être passé sous silence et aseptisé. Personne ne mérite cela. Notre famille est dévastée par cet acte de violence insensé. »
Le chef de police de Collierville, Dale Lane, a félicité les employés et les clients tout en s'adressant aux journalistes en déclarant: « Je n'ai jamais rien vu de tel [...] Nous avons trouvé des gens cachés dans des congélateurs et dans des bureaux fermés à clé. Ils faisaient ce pour quoi ils ont été formés : courir. Se cacher. Se battre. »